# Kasteel van Chevenon
Het Kasteel van Chevenon (Frans: Château de Chevenon) is een kasteel in de Franse gemeente Chevenon. Het kasteel is een beschermd historisch monument sinds 1946. Het is gebouwd tussen 1382 en 1406 door Guillaume I van Chevenon.